# Craig Olejnik
Craig Olejnik (1 de junio de 1979 Halifax, Nueva Escocia) es un actor canadiense. Es conocido principalmente por su papel protagonista en la serie de televisión The Listener, donde interpreta a Toby Logan, un joven paramédico con el poder de leer la mente de los demás (de ahí el título de la serie) y ver los acontecimientos que les suceden desde su punto de vista. Entre sus trabajos previos se encuentran Runaway, 13 fantasmas, El museo de Margaret o las series de televisión Wolf Lake y Fugitivos. También es el director, guionista y productor de la película  Interview with a Zombie.

## Filmografía
| cine | cine                    | cine                           | cine                            |
| Año  | Film                    | Rol                            | Notas                           |
| ---- | ----------------------- | ------------------------------ | ------------------------------- |
| 1995 | El museo de Margaret    | Jimmy MacNeil                  |                                 |
| 1999 | Teen Sorcery            | Michael Charming               |                                 |
| 2001 | 13 fantasmas            | Royce Clayton, The Torn Prince |                                 |
| 2002 | Flower & Garnet         | Carl                           |                                 |
| 2005 | Interview with a Zombie | Interviewer                    | Director, guionista y productor |
| 2006 | Obituary                | Luke                           | TV Movie                        |
| 2007 | In God's Country        | Frank                          | Telefilm                        |
| 2009 | The Timekeeper          | Martin Bishop                  |                                 |
| 2010 | Dawn                    | Desconocido                    | En producción                   |

### Televisión
| Año       | Serie        | Rol          | Notas        |
| --------- | ------------ | ------------ | ------------ |
| 2001      | So Weird     | Zach Stewart | 1 Episodio   |
| 2001      | Wolf Lake    | Sean         | 2 Episodios  |
| 2006      | Runaway      | Jake         |              |
| 2009-2014 | The Listener | Toby Logan   | protagonista |